# Sotorribas
Sotorribas – gmina w Hiszpanii, w prowincji Cuenca, w Kastylii-La Mancha, o powierzchni 149,25 km². W 2011 roku gmina liczyła 855 mieszkańców.